# Scrapter oxyaspis
Scrapter oxyaspis là một loài Hymenoptera trong họ Colletidae. Loài này được Davies mô tả khoa học năm 2005.